# République socialiste soviétique autonome du Nakhitchevan
1921–1991
Entités suivantes :
- République autonome du Nakhitchevan (République d'Azerbaïdjan)

La république socialiste soviétique autonome du Nakhitchevan est une république autonome de l'Union soviétique. La fin de l'URSS ne remet pas en cause l'autonomie de la république : la république autonome du Nakhitchevan continue d'exister au sein de l'Azerbaïdjan.